# Helen Kemp Porter

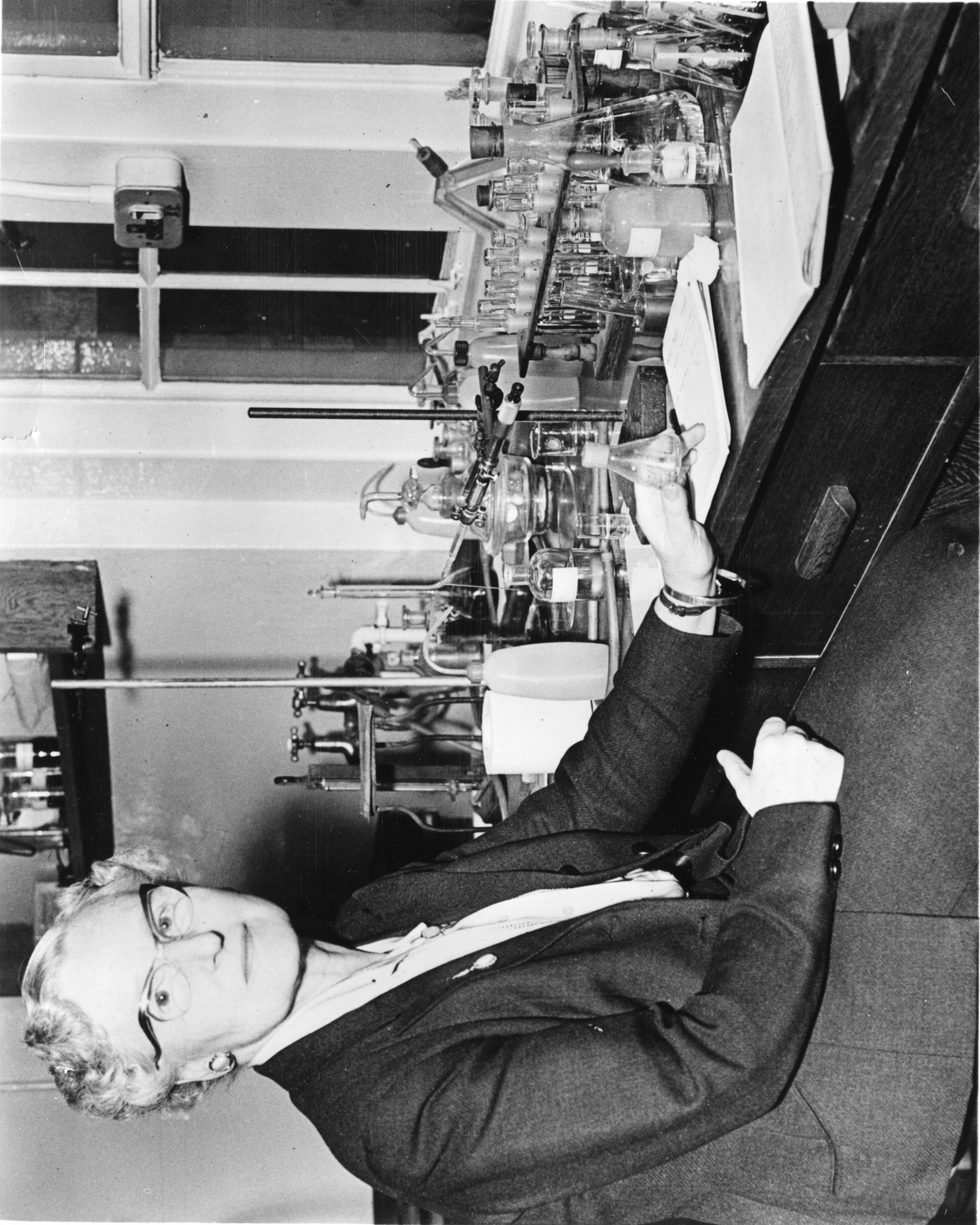
Helen Kemp Archbold Porter

Helen Kemp Porter (* 10. November 1899 in Farnham, Surrey, Vereinigtes Königreich; † 7. Dezember 1987 in Goring, Oxfordshire, England) war eine britische Pflanzenphysiologin und Hochschullehrerin. Sie war die erste Professorin am Imperial College London und eine der ersten britischen Wissenschaftlerinnen, die die innovativen Technologien der Chromatographie und radioaktiven Tracer nutzte.

## Leben und Werk
Porter war die jüngere der beiden Töchter des Schulmeisters George Kemp Archbold und der Sängerin Caroline Emily Broughton Whitehead. Als sie zwei Jahre alt war, zog ihre Familie von Farnham nach Bristol. Zu Beginn des Ersten Weltkriegs zog ihr Vater nach Yorkshire, um an der Aysgarth-Vorbereitungsschule zu arbeiten, und ihre Mutter arbeitete eine Zeit lang in einer der National Kitchens in London. Porter besuchte die Clifton High School for Girls in Bristol und war ab 1915 Internatsschülerin. Sie bestand die Cambridge-Prüfungen mit Auszeichnung in Englisch und Biologie und qualifizierte sich mit Fernkursen für die Immatrikulationsprüfung der Universität London für die Zulassung am Bedford College. Sie belegte dort ab 1917 einen vierjährigen Kurs in Chemie, Physik und Mathematik und erwarb 1921 einen Bachelor of Science in Chemie und Physik mit Auszeichnung. Mit der Hilfe ihres Vaters erhielt sie einen der wenigen Postgraduiertenplätze, die Frauen in der Abteilung für organische Chemie von Jocelyn Field Thorpe am Imperial College in London zur Verfügung standen.
An der Cambridge University leitete Frederick Blackman 1918 an der Low Temperature Research Station in Zusammenarbeit mit seinem Bruder Vernon Herbert Blackman ein Projekt zur Untersuchung der Kühllagerung von Äpfeln. In diese Forschungsgruppe berief Blackman 1922 Porter. Diese Arbeit erforderte Besuche an der Cambridge University, wo sich Porter mit der Biochemie des intermediären Kohlenhydratstoffwechsels beschäftigte. Blackman leitete außerdem das Forschungsinstitut für Pflanzenphysiologie am Imperial College mit einer Feldstation in Rothamsted. 1931 trat Porter in dieses Forschungsteam ein und begann mit der Arbeit an Gerste. 1932 erhielt sie einen Doctor of Science und ein Diplom des Imperial College. Bei Ausbruch des Zweiten Weltkriegs zogen Porter und ihre Kollegen in die Laboratorien von Rothamstead.
Nach einem Jahr in den USA, wo sie 1947 mit dem Nobelpreisträgerpaar Carl Ferdinand Cori und Gerty Cori in St. Louis zusammenarbeitete, kehrte sie an das Imperial College zurück, wo sie ihr eigenes Forschungslabor gründete. Sie forschte weiter am Stärkestoffwechsel und verbrachte 1949 sechs Monate im Labor von Stanley Peat an der Bangor University. Während dieser Zeit konnte sie die Fähigkeit von Stärkephosphorylase in Gerste nachweisen.
Aufgrund ihres wachsenden wissenschaftlichen Rufs erhielt sie 1953 ein Stipendium der Nuffield Foundation. Sie gründete eine Forschungsgruppe zur Herstellung und Anwendung radioaktiver Biochemikalien zur Untersuchung des Stoffwechsels von Pflanzen. Ihre Arbeit bei der Entwicklung von Geräten zur Nutzung von Chromatographie und radioaktiven Tracern zur Untersuchung des Pflanzenstoffwechsels stärkte ihren Ruf als führende Wissenschaftlerin auf ihrem Forschungsgebiet. Sie war von 1957 bis 1959 Lektorin für Enzymologie der Botanikabteilung und wurde 1959 zur Leiterin der Abteilung für Pflanzenphysiologie ernannt und war die erste Professorin am Imperial College.
Nach ihrer Pensionierung 1964 wurde sie Zweite Sekretärin des Agricultural Research Council und 1972 wurde sie zur Beraterin des Sekretärs des Agricultural Research Council ernannt. 1965 wurde sie zur Vorsitzenden des Ausschusses der Biochemischen Gesellschaft ernannt.
1937 heiratete sie den Arzt William George Porter, der nur wenige Jahre später starb. 1962 heiratete sie den Physiologen Arthur St George Joseph McCarthy Huggett, der aus seiner ersten Ehe zwei Töchter hatte und der 1968 starb.
Porter starb 1987 im Alter von 88 Jahren in The Grange, Goring, Oxfordshire.

## Ehrungen
- 1956: Wahl zum Fellow der Royal Society
- 2015 benannte das Imperial College seinen Supercomputer in Anerkennung der Leistungen von Porter in Helen um[3][4]

## Veröffentlichungen (Auswahl)
- The nitrogen content of stored apples. Bot. 39, 1925, 97–107.
- The estimation of dry weight and the amount of cell-wall material in apples. Bot. 39, 1925, S. 109–121.
- The chemical composition of mature and developing apples and its relationship to environment and to the rate of chemical change in store. Bot. 42, 1928, S. 541–565.
- mit D. Haynes: A quantitative study of chemical change in apples. Ann. Bot. 42, 1928, S. 965–1017.
- Leaves as collecting and distributing agents of carbon. J. Sci. 29, 1967, S. 31.
- Utilization of Nutrogen and Its Compounds By Plants. Cambridge University Press 1959.